# أسبوع اللاجئين
أسبوع اللاجئين هو أكبر مهرجان للفنون والثقافة في العالم، يحتفل بمساهمات وإبداعات وصمود اللاجئين والأشخاص النازحين عن مأواهم بحثًا عن مأوى أكثر أمانًا. يقام هذا الحدث كل عام في يوم اللاجئ العالمي (20 يونيو).

## أهداف أسبوع اللاجئين
يُعد أسبوع اللاجئين مهرجانًا مجتمعيًا يركز على الفنون والثقافة، ويُدار وفق نموذج لامركزي، ما يعني أن جميع الأفراد مدعوون للمشاركة والمساعدة في إنجاح المهرجان.
يُخطط للأنشطة من قبل الأفراد والمدارس والمكتبات وأماكن الفنون والجماعات الدينية والمجالس المحلية وأندية كرة القدم والشركات، ومجموعة متنوعة من المساهمين الآخرين، من خلال توفير منصة للأشخاص الذين سعوا إلى اللجوء لمشاركة تجاربهم ووجهات نظرهم وأعمالهم الإبداعية بشروطهم الخاصة، يهدف المهرجان إلى تمكين اللاجئين وطالبي اللجوء من العيش بأمان داخل مجتمعات شاملة ومرنة، حيث يمكنهم الاستمرار في تقديم مساهمة قيمة.
في أسبوع اللاجئين 2024 كان هناك أكثر من 15000 حدث ونشاط وشارك فيه أكثر من 1.3 مليون شخص.

## أسبوع اللاجئين 2025
من المقرر أن يُقام أسبوع اللاجئين لعام 2025 في الفترة من 16 إلى 22 يونيو، تحت عنوان "المجتمع كقوة عظمى".
تقام الفعاليات في جميع أنحاء المملكة المتحدة وعلى الصعيد الدولي.

## أسابيع اللاجئين الماضية
شملت أسابيع اللاجئين السابقة المواضيع التالية:
- بيتنا (17-23 يونيو 2024)
- الرحمة (19-25 يونيو 2023)
- الشفاء (20-26 يونيو 2022)
- لا يمكننا أن نسير وحدنا (14-20 يونيو 2021)
- تخيل (15-21 يونيو 2020)

## الشركاء
يُنظًّم أسبوع اللاجئين في المملكة المتحدة من خلال مشروع شراكة يتم تنسيقه بواسطة Counterpoints Arts، بالتعاون مع عدد كبير من الشركاء، من أبرزهم:
- منظمة العفو الدولية
- برناردوز
- بن أند جيري
- British Future
- الصليب الأحمر البريطاني
- المنظمة الدولية للهجرة
- لجنة الإنقاذ الدولية
- Migrant Help
- الاتحاد الوطني للتعليم
- أوكسفام
- مجلس اللاجئين
- Refugee Action
- مجلس اللاجئين الاسكتلندي
- Student Action for Refugees
- المملكة المتحدة للمفوضية السامية للأمم المتحدة لشؤون اللاجئين
- المفوضية السامية للأمم المتحدة لشؤون اللاجئين
- مجلس اللاجئين الويلزي.

كما يتم تنفيذ أنشطة أسبوع اللاجئين في المملكة المتحدة بالتعاون مع العديد من الشركاء الوطنيين والإقليميين. يتم الاحتفال بأسبوع اللاجئين أيضًا في عدة دول، منها أستراليا وبرلين وكرواتيا واليونان وهونج كونج وأيرلندا والأردن ومالطا وليتوانيا وسلوفينيا وتايوان.